# Wasserburg Liepen
Die Wasserburg Liepen ist eine Wasserburg im gleichnamigen Ort Liepen, einem Ortsteil der Gemeinde Gielow östlich des Malchiner Sees im Bundesland Mecklenburg-Vorpommern.
Im Jahre 1337 wurde das Adelsgeschlecht Hahn, deren Stammsitz Basedow sich wenig westlich befindet, mit Burganlage und Gut Liepen, teils Sand-Liepen genannt, belehnt. Die Wasserburg wurde vermutlich zu dieser Zeit als Herrschaftssitz und Wehranlage errichtet. Sie wurde an einem sichelförmigen Söll erbaut. Um einen umgehenden Schutz zu erreichen, wurde dieser im Osten durch einen Graben ergänzt. Nach Ende des Dreißigjährigen Krieges verlor die Burg ihre Bedeutung als Wehranlage und verfiel.
Im Jahre 1700 wurde ein barockes Herrenhaus auf den erhalten gebliebenen Kellergewölben gebaut. Das quadratische Gebäude ist im heutigen Zustand ein schmuckloser, einstöckiger Putzbau. Die Grafen Hahn-Basedow stellten als Gutsbesitzer auch zugleich die regionalen Kirchenpatrone. Ende des 19. Jahrhunderts war Max Graf Hahn (* 1838; † 1903) und seine Ehefrau Emmy Gräfin Eulenburg-Wicken (* 1840;  † 1872), respektive die zweite Ehefrau Ferdinandine Gräfin Bernstorff-Dreilützow (* 1845; † 1922), Gutseigentümer zu Liepen. 1928, also kurz vor der großen Wirtschaftskrise, umfasste der Gutsbesitz des Grafen Eckhard Botho von Hahn (* 1864; † 1941) in Liepen 576 ha. Davon waren 170 ha Forsten. Die Gutsleitung führte ein Verwalter.
1934 adoptierte der Kammerherr und Hofmarschall Eckhard Graf Hahn, kinderlos, verheiratet mit der in New York geborenen Maria Kaupe, den uradeligen Vetter und Halbneffen Botho-Meinhardt von Burgsdorff-Hohenwalde-Markendorf (* 1907; † 1944), Sohn des Juristen und Gutsherrn Hans-Henning von Burgsdorff und der Emmy Gräfin von Hahn (* 30. Juni 1871 in Kuchelmiß; † 26. Juni 1913 auf Gut Markendorf), Tochter des Gutsbesitzers Max Graf von Hahn, Gutsherr auf Demzin und Liepen. Die Namensführung war dann Botho-Meinhardt Graf Hahn von Burgsdorff. Graf Hahn von Burgsdorff kam so in den Besitz des Hauses Liepen. Seine Ehefrau war Renata Gräfin Hochberg, Freiin zu Fürstenstein, das Ehepaar hatte eine Tochter und zwei Söhne. Bis zur Enteignung im Jahr 1945 blieb es im Besitz der Adelsfamilie Hahn und wurde danach als Wohnhaus genutzt. Von 1994 bis 1998 wurde die Anlage umfassend saniert. Zu dieser Zeit hatte die Gemeinnützige Landschaftsentwicklungsgesellschaft Rosenow mbH in der Wasserburg Liepen ihren Sitz. Nach 2010 wurden die ehemalige Schmiede renoviert und ein Steinbackofen eingebaut. Heute befindet sich darin eine Ferienwohnung.
Seit Februar 2015 ist die Wasserburg wieder im Besitz der Familie des Grafen und der Gräfin Hahn von Burgsdorff, die dort eine Gutsmanufaktur eingerichtet hat und auch privat wohnt. Das Kellergewölbe wird für Verkostungsveranstaltungen und eine Hofladen genutzt, kann aber auch als Standesamt, für Feierlichkeiten, Versammlungen und Vorträge angemietet werden. Im ehem. Gesindehaus befinden sich 2 Ferienwohnungen. Die parkähnliche Teilanlage ist gut erhalten.